# Distrito Capital (Paraguai)
O Distrito Capital é uma subdivisão administrativa do Paraguai. Em seu território está localizada parte da capital do Paraguai, Assunção.
Embora o Distrito Capital seja uma subdivisão administrativa, muitos historiadores e especialistas em política consideram-na à parte. Para estes, o Paraguai tem dezessete departamentos e o Distrito Capital, o que resulta, da mesma forma, em dezoito subdivisões.